# محمد محيلان مراشدة
الشيخ محمد محمود محيلان

## بداية حياته
ولد في قرية سوم عام 1922، غرب إربد بضعة كيلومترات، توفيت والدته وهو في سن الثانية, وتوفي والده وهو في سن الخامسة.ونشأ في أكناف أعمامه وعماته. كان يحلم بأن يكون فقيها(عالما) منذ ذلك الوقت.

## دراسته
تلقى تعليمه الأولى في كتاب قريته حافظا للقرآن وسنة نبيه، ثم ذهب إلى عكا مشيا على الأقدام وهو طفل, ليدرس في مدرسة الجزار، وفيه حصل على المترك الفلسطيني الذي أهله لمتابعة دراسته، التحق بالجامع الأزهر وفيه تلقى علومه على كبار الأساتذة، ومنهم أصحاب السماحة شيوخ الأزهر محمد شلتوت ومصطفى عبد الرزاق. واختص بالقضاء وحصل على درجة العالمية سنة 1947 ممهورة بتوقيع الملك فاروق الأول ملك مصر, وهي معادلة الماجستير.

## الأعمال الوظيفية
1. تولى مهامه على التسلسل التالي:
2. كاتب خلال السنوات 1947-1949 في محاكم جرش والسلط والكرك وإربد.
3. رئيس كتاب سنة 1951 في محكمة إربد.
4. قاض شرعي خلال السنوات 1952-1967 إضافة إلى تولي شؤون صندوق الأيتام.
5. قاض في محمة الاستئناف الشرعية خلال المدة 1986-1978.
6. مفتش المحاكم الشرعية سنة 1979.
7. مدير المحاكم الشرعية سنة 1980.
8. قاضي القضاة ورئيس مجلس الإفتاء خلال المدة 1984-1992.
9. أحال نفسه للتقاعد في العام 1992.

## رئاسة لجان أو عضوية فيها
1. رئيس مجلس مؤسسة إدارو وتنمية صندوق أموال الأيتام
2. رئيس لجنة تعديل قانون الأحوال المدنية
3. عضو لجنة التأسيس لمنح درجة الماجستير في القضاء الشرعي في الجامعة الأردنية
4. عضو لجنة امتحان المسابقة القضائية
5. عضو لجنة مناقشة نظام الخدمة المدنية ونظام مجلس الخدمة المدنية وتنظيمه
6. عضو المجلس التأديبي لموظيفي المحاكم الشرعية
7. ممثل دائرة قاضي القضاة في منظمة الأسرة العربية
8. عضو مجلس صندوق الزكاة
9. عضو مجلس المركز الثقافي الإسلامي
10. عضو لجنة مشروع تعليمات الخطابة والإمامة والوعظ والإرشاد والإشراف على المراكز الإسلامية ودور القرآن الكريم
11. عضو اللجنة الاستشارية الدائمة لشؤون الوعظ والإرشاد
12. عضو اللجنة الملكية لشؤون القدس
13. عضو لجنة إعمار المسجد الأقصى
14. عضو مشارك في مؤتمرات المجمع الملكي لبحوث الحضارة الإسلامية

## إنجازاته
1) فتح محاكم شرعية جديدة في الأردن.
2)تطوير سجلات المحاكم الشرعية وطريقة التوثيق.
3)ادخال الكومبيوتر إلى عمل المحاكم الشرعية.
4)تطوير مؤسسة تنمية أموال اليتيم ، حيث كان رئيسا لها.
5)تطوير مؤسسة الافتاء الأردني ، حيث كان رئيسا لها.

## مؤلفاته
1. القضاء الشرعي الأردني في العهد الهاشمي من سنة 1921-1986 تأسيسه ومراحل تطوره.
2. القضاء الشرعي في الأردن, وهو من منشورات لجنة تاريخ الأردن سنة 1994.

## الجوائز والأوسمة
1)منحه الملك حسين بن طلال وسام الاستقلال سنة 1992
2) جائزة آغا خان لعمارة المسجد الأقصى سنة 1986

## الجوائز المخصصة باسمه
1. جائزة الشيخ محمد محيلان تمنح للأول في درجة الدكتوراة في الجامعة الأردنية مقدمة من نجله الأستاذ الدكتور مجلي محيلان.
2. جائزة الشيخ محمد محيلان تمنح للأول في درجة الماجستير في الجامعة الأردنية مقدمة من نجله الأستاذ الدكتور مجلي محيلان.

## وفاته
توفي بتاريخ 8 مارس 2006، ودفن بناء على وصيته في مقبرة شفا بدران في عمان.